# Michał Antoniewicz
Michał Antoniewicz (7 de julio de 1897-1 de diciembre de 1989) fue un jinete polaco que compitió en las modalidades de salto ecuestre y concurso completo.
Participó en los Juegos Olímpicos de Ámsterdam 1928, obteniendo dos medallas, plata en salto ecuestre por equipos y bronce en concurso completo por equipos.

## Palmarés internacional
| Juegos Olímpicos | Juegos Olímpicos         | Juegos Olímpicos | Juegos Olímpicos |
| Año              | Lugar                    | Medalla          | Categoría        |
| ---------------- | ------------------------ | ---------------- | ---------------- |
| 1928             | Ámsterdam (Países Bajos) | Medalla de plata | Por equipos      |

| Juegos Olímpicos | Juegos Olímpicos         | Juegos Olímpicos  | Juegos Olímpicos |
| Año              | Lugar                    | Medalla           | Categoría        |
| ---------------- | ------------------------ | ----------------- | ---------------- |
| 1928             | Ámsterdam (Países Bajos) | Medalla de bronce | Por equipos      |